# Antonio José Cavanilles
Antonio José Cavanilles (16. ledna 1745 Valence – 5. května 1804 Madrid) byl španělský botanik.

## Život
Antonio José Cavanilles studoval na univerzitě ve Valence, kde obdržel titul mistra filozofie a doktora teologie. První roky pracoval jako preceptor u významných šlechtických rodin. Na kněze byl vysvěcen roku 1772. Roky 1777 až 1789 strávil jako preceptor dětí velvyslance Španělského království v Paříži.
V letech 1785 až 1790 publikoval deset monografií o rostlinách z třídy Monadelphiae (Jednobratrstvo, Presl). Po svém návratu do Španělska je oficiálně pověřen studiem španělské flóry, což dalo vzniknout jeho hlavnímu dílu Icones et descriptiones plantarum quae aut sponte in Hispania crescunt aut in hortis hospitantur, publikovanému v šesti svazcích v letech 1791 až 1801.
Působil jako ředitel Královské botanické zahrady (Real Jardín Botánico) v Madridu od roku 1801 do 1804 a byl jedním z prvních španělských vědců, kteří používali Linnéovu klasifikační nomenklaturu.